# Hitzone 7
TMF Hitzone 7 is een verzamelalbum. Het album, onderdeel van de serie Hitzone, werd op 23 juli 1999 uitgegeven door de Nederlandse muziekzender TMF. TMF Hitzone 7 belandde op de 1e plaats in de Verzamelalbum Top 30 en wist deze positie zes weken te behouden.

## Nummers
| Nr. | Titel                                | Uitvoerend artiest                 | Duur |
| --- | ------------------------------------ | ---------------------------------- | ---- |
| 1.  | That Don't Impress Me Much           | Shania Twain                       | 4:01 |
| 2.  | Best Friend                          | Toy-Box                            | 3:29 |
| 3.  | Mamma Mia                            | ABBA*Teens                         | 3:43 |
| 4.  | I Want It That Way                   | Backstreet Boys                    | 3:33 |
| 5.  | Turn Around                          | Phats & Small                      | 3:50 |
| 6.  | Baby Wants to Ride                   | Hani                               | 3:46 |
| 7.  | Sweet Like Chocolate                 | Shanks & Bigfoot                   | 3:14 |
| 8.  | Everybody's Free (To Wear Sunscreen) | Baz Luhrmann                       | 5:05 |
| 9.  | Iris                                 | Goo Goo Dolls                      | 4:49 |
| 10. | Open Your Eyes                       | Guano Apes                         | 3:07 |
| 11. | Witch Doctor                         | Cartoons                           | 3:05 |
| 12. | Will You Still Love Me               | Fabienne                           | 3:57 |
| 13. | Look at Me                           | Geri Halliwell                     | 4:07 |
| 14. | King of My Castle                    | Wamdue Project                     | 3:42 |
| 15. | Carte Blanche                        | Veracocha                          | 3:25 |
| 16. | Dancehall Queen                      | Beenie Man feat. Chevelle Franklyn | 4:35 |
| 17. | Hey Boy Hey Girl                     | The Chemical Brothers              | 3:33 |
| 18. | I Do                                 | Jessica                            | 3:37 |
| 19. | 2 Times                              | Ann Lee                            | 3:48 |
| 20. | Niets dan dit (bonustrack)           | BLØF                               | 3:48 |